# Universidad Rovira i Virgili
La Universidad Rovira i Virgili (URV) —en catalán Universitat Rovira i Virgili— es una universidad pública con centros en Tarragona, Reus, Vilaseca, Tortosa y Vendrell, que tiene como objetivos prioritarios la docencia y la investigación. Se denomina así en recuerdo de Antoni Rovira i Virgili.
Ha sido reconocida como Campus de Excelencia Internacional Cataluña Sur. (CEICS) por el Ministerio de Educación. Desde 2013 dispone de una Unidad de Comunicación de la Ciencia y de la Innovación (UCC+i) -llamada ComCiència- para comunicar, difundir y divulgar la investigación científica que genera la universidad y los centros del CEICS, con el fin de mejorar e incrementar la formación, la cultura y los conocimientos científicos de los ciudadanos.
La URV ha estado en el ranking 3 años consecutivos (2015, 2016 y 2017) entre las 500 mejores universidades del mundo, según la prestigiosa publicación británica Times Higher Education (THE).

## Campus y centros
Esta universidad tiene seis campus que alojan siete facultades y cinco escuelas, además de una sede en el Bajo Panadés.
- Campus Cataluña (centro de la ciudad de Tarragona)
  - Facultad de Letras
  - Facultad de Ciencias Jurídicas
  - Facultad de Enfermería
- Campus Sescelades (zona norte de la ciudad de Tarragona)
  - Facultad de Ciencias de la Educación y Psicología
  - Facultad de Química
  - Facultad de Enología
  - Escuela Técnica Superior de Ingeniería (ETSE)
  - Escuela Técnica Superior de Ingeniería Química (ETSEQ)
- Campus Vapor Nuevo (centro de la ciudad de Reus)
  - Facultad de Medicina y Ciencias de la Salud
- Campus Bellissens (zona este de la ciudad de Reus)
  - Facultad de Economía y Empresa
  - Escuela Técnica Superior de Arquitectura de Reus (ETSA) prepara y expide el título de Arquitecto, así como doctorados y másteres de postgrado. Se creó en 2005 y es la única escuela de arquitectura de la provincia de Tarragona.
- Campus Vilaseca
  - Facultad de Turismo y Geografía - Vilaseca
- Campus Tierras del Ebro (Tortosa)
  - Se imparten estudios de Grado de Enfermería, de Administración y Dirección de Empresas, de Educación Infantil y de Educación Primaria.
- Sede del Bajo Panadés
  - Se imparten estudios de Grado de Enfermería y de Educación Infantil.

## Centros adscritos
- Centro de Estudios Superiores de Aviación (CESDA) - Reus

## Aulas de la "Gente Mayor"
Un proyecto de la universidad enfocado a la tercera edad con el objetivo de abrir el ateneo a este colectivo, ofertando estudios que permitan la participación de la tercera edad en el mundo universitario.

## Centros tecnológicos y de innovación
- CITEE – Centro de Innovación Tecnológica en Ingeniería Electrónica[5]
- ATIC – Centro de Vanguardia Tecnológica para la Innovación[6]
- AMIC – Aplicaciones Medioambientales e Industriales de la Catálisis.[7]
- TecaT – Centro de Innovación Tecnológica en Desarrollo de Catalizadores para Procesos Sostenibles

El Centro de Innovación Tecnológica en Desarrollo de Catalizadores para Procesos Sostenibles también forma parte de la Red IT del CIDEM (Generalidad de Cataluña). Fue creado a partir de la investigación que desarrolla el grupo Organometálicos y Catálisis Homogénea (OMICH) del Departamento de Química Física e Inorgánica de la URV. Este grupo investiga sobre catalizadores, fundamentalmente la catálisis homogénea y enanoselectiva, desde mediados de los años 80 del siglo pasado, recibiendo de forma continuada financiamiento de las administraciones.
- METEOR – Membrane Technology and Process Engineering.
- TecnATox – Centro de Tecnología Ambiental, Alimentaria y Toxicología.
- CTNS – Centro Tecnológico de Nutrición y Salud.
- CTQC - Centro Tecnológico de la Química de Cataluña:

## Institutos universitarios
- Instituto de Ciencias de la Educación de la Universidad Rovira i Virgili (ICE)

El Instituto de Ciencias de la Educación (ICE) es un instituto universitario que ofrece servicios de formación al profesorado, innovación educativa y asesoramiento técnico en los diferentes niveles educativos.
En estos momentos, ICE centra su actuación en los campos de la formación permanente del profesorado no universitario, la normalización lingüística para profesores de primaria y secundaria, la formación de titulados universitarios que quieren ejercer la docencia en la Enseñanza Secundaria y la organización de cursos preparatorios para el alumnado.
ICE tiene muy presente la importancia de la formación continuada y basada en las nuevas tecnologías de la información del personal académico.
- Instituto Catalán de Arqueología Clásica (ICAC)
- Instituto Catalán de Investigación Química (ICIQ)
- Instituto Catalán de Paleoecología Humana y Evolución Social (IPHES)
- Instituto de Investigación Sanitaria Pere Virgili (IISPV)

El Instituto de Investigación Sanitaria Pere Virgili (IISPV) promueve, desarrolla, gestiona y difunde la investigación sanitaria y biomédica y la formación en investigación en el ámbito de las ciencias de la vida y de la salud, en el ámbito del Campo de Tarragona y las Tierras del Ebro. Para alcanzar este último objetivo, el IISPV desarrolla un programa de formación en investigación y ha establecido convenios de colaboración con las instituciones sanitarias y la Universidad Rovira i Virgili para compartir iniciativas y recursos.
El Instituto acoge en su seno la actividad de los hospitales, la universidad y la atención primaria, y es una estructura clave para el desarrollo del modelo de investigación biomédica integrada.
Los ámbitos estratégicos de investigación se centran en:
- Nutrición y Metabolismo
- Oncología y hematología
- Neurociencias y salud mental
- Salud y Ambiente

- Instituto de Investigación en Energía de Cataluña (IREC)

## Hospitales universitarios
- Hospital Universitario de San Juan – Reus
- Hospital Universitario Psiquiátrico Instituto Pere Mata – Reus
- Hospital Universitario Juan XXIII – Tarragona

### Hospital San Juan de Reus
El Hospital Universitario de San Juan de Reus es una construcción ecoeficiente de 93.000 metros cuadrados que tiene una capacidad de 460 camas. Hay instaladas aplicaciones avanguardistas como la robotización para algunas funciones o una línea de cocina fría.
El Hospital pretende ser un modelo de excelencia asistencial. Está preparado para ser un referente en determinadas especialidades, teniendo muy presente su vocación universitaria. Por esto está situado al lado de la futura Facultad de Medicina y Ciencias de la Salud y tiente una importante unidad docente con capacidad para acoger hasta 600 estudiantes.
El centro es un referente para toda la demarcación de Tarragona en las áreas de oncología médica y radioterapia, cirugía plástica y reconstructiva, cirugía de la obesidad mórbida, dislipemias familiares y cardiología pediátrica.

## Fundación URV
Desde su creación el año 1999, la Fundación URV ha dado cobertura a un centenar de grupos de investigación y ha formado a más de 14 000 alumnos lo que ha supuesto la coordinación de 3000 docentes, procedentes tanto del ámbito académico como del profesional.